# 1904 v hudbě
Na této stránce naleznete seznam událostí souvisejících s hudbou, které proběhly roku 1904.

## Opery
- Madam Butterfly (Giacomo Puccini)
- Její pastorkyňa (Leoš Janáček)
- Armida (Antonín Dvořák)

## Narození
- 12. ledna – Rudolf Maria Mandé, český dirigent a hudební skladatel († 12. srpna 1964)
- 23. ledna – Theodor Schaefer, český hudební skladatel a pedagog († 19. března 1969)
- 29. února – Jimmy Dorsey, americký klarinetista, saxofonista a hudební skladatel († 12. června 1957)
- 01. března – Glenn Miller, americký hudebník († asi 15. prosince 1944)
- 04. května – Umm Kulthum, egyptská zpěvačka († 3. února 1975)
- 21. května – Fats Waller, americký klavírista († 15. prosince 1943)
- 11. června – Pinetop Smith, americký klavírista († 15. března 1929)
- 18. července – Václav Marel, český hudební skladatel († 9. prosince 1964)
- 08. srpna – Josef Hotový, český kapelník, hudební skladatel a varhaník († 2. dubna 1975)
- 21. srpna – Count Basie, americký klavírista, kapelník a hudební skladatel († 26. dubna 1984)
- 14. září – Karel Šrom, český hudební skladatel a publicista († 21. října 1981)
- 21. listopadu – Coleman Hawkins, americký saxofonista († 19. května 1969)

## Úmrtí
- 15. ledna – Eduard Lassen, belgický hudební skladatel a dirigent (* 13. dubna 1830)
- 01. května – Antonín Dvořák, český hudební skladatel (* 8. září 1841)
- 19. května – Korla Awgust Kocor, lužickosrbský hudební skladatel a dirigent (* 3. prosince 1822)